# Agentschap voor Geografische Informatie Vlaanderen
Het Agentschap voor Geografische Informatie Vlaanderen (AGIV) was het agentschap van de Vlaamse overheid dat geografische informatie over Vlaanderen verzamelde en deze bruikbaar maakte voor andere overheidsinstellingen, bedrijven en burgers.
Het agentschap werd opgericht op 1 april 2006 en verving het OC GIS-Vlaanderen. Het was gevestigd in het Virginie Lovelinggebouw in Gent.

## Activiteiten
Het AGIV gaf verschillende kaarten uit en stelde luchtfotografie beschikbaar. In 2011 startte een project om een 3D-model van Vlaanderen op te stellen met behulp van lidar-technologie.

## Formele constructie
Het AGIV was een verzelfstandigd agentschap van de Vlaamse overheid en ging op 1 januari 2016 op in het agentschap Informatie Vlaanderen.